# Scopula defixaria
Scopula defixaria är en fjärilsart som beskrevs av Walker 1861. Scopula defixaria ingår i släktet Scopula och familjen mätare. Inga underarter finns listade.